# Valódi kúszósülök
A valódi kúszósülök (Erethizontinae) az emlősök (Mammalia) osztályának a rágcsálók (Rodentia) rendjébe, ezen belül a kúszósülfélék (Erethizontidae) családjába tartozó alcsalád.

## Rendszerezés
Az alcsaládba az alábbi 4 nem és 19 faj tartozik:
- Coendou Lacépède, 1799 – 8 faj
- Echinoprocta Gray, 1865 – 1 faj
  - hegyi kúszósül vagy kolumbiai kúszósül (Echinoprocta rufescens) Gray, 1865
- Erethizon F. Cuvier, 1823 – 1 faj
  - észak-amerikai kúszósül (Erethizon dorsatum) Linnaeus, 1758
- Sphiggurus F. Cuvier, 1825 – 9 faj